# NGC 3891
NGC 3891 este o liner situată în constelația Ursa Mare. A fost descoperită în 3 februarie 1788 de către William Herschel. Se află la o distanță de 101,86 megaparseci de Pământ.